# Mercat del Ninot
El mercat del Ninot és un edifici situat als carrers de Mallorca, Casanova i Villarroel de 
l'Esquerra de l'Eixample de Barcelona, catalogat com a bé amb elements d'interès (categoria C).

## Història
A la dècada del 1880, Joan Clapés tenia una taverna al carrer de València, 9 (actual 107), on va posar com a reclam un ninot de fusta policromada que havia estat el mascaró de proa d'un vaixell italià, i que va donar nom a la zona.
Als voltants, i per tal d'evitar pagar els impostos d'entrada a Barcelona, alguns pagesos de les Corts venien els seus productes. El 1892, l'Ajuntament d'aquesta localitat (anexionada a Barcelona el 1897) va adequar el solar, i el nou mercat al descobert es va inaugurar l'any següent amb el nom de mercat de l'Avenir (castellà: mercado del Porvenir), malgrat que popularment es va conèixer com a mercat del Ninot.
L'any 1912, l'Ajuntament de Barcelona comprà als liquidadors de la societat La Rosa, Pich i Cia, dedicada al magatzematge de fusta, els terrenys per a ampliar i construir el mercat definitiu. Aquest fou projectat pels arquitectes Antoni de Falguera i Joaquim Vilaseca i inaugurat el 1933.
L'octubre del 2009, amb motiu de la reforma del mercat, les parades es van traslladar a un envelat al carrer de Casanova, entre Còrsega i Provença, davant de la Facultat de Medicina. Després d'anys d'obres, dirigides per l'arquitecte Josep Lluís Mateo, el mercat modernitzat va tornar a obrir el 2015 amb dues plantes subterrànies per encabir-hi un pàrquing, un autoservei, espais de càrrega i descàrrega i magatzems.

## Descripció
Es tracta d'un edifici aïllat en un solar de planta rectangular, separat per un passatge de la resta de l'illa de cases, on hi ha un edifici d'habitatges i el solar de la caserna de bombers de l'Eixample, traslladada al Parc de Joan Miró, una part del qual s'habilitat com a petit jardí.
La planta s'organitza en forma de «T», amb dos patis laterals que donen al carrer de Mallorca. L'estructura metàl·lica és formada per tres cossos, els dos laterals subdividits en tres cobertes a dues aigües, amb la central a un nivell més alt per permetre la ventilació. El conjunt està tancat per una paret de maó vist fins a uns tres metres d'alçada. A sobre hi ha persianes que permeten la ventilació i un últim tram sota un potent ràfec tancat per vidre, que permet la il·luminació del mercat.
L'accés principal es troba al cos central del carrer de Mallorca. De caràcter monumental i estil noucentista, té un sòcol de pedra. A sobre dos pilars monumentals sostenen un entaulament amb frontó, ornat amb l'escut de la ciutat. A sota, un gran arc esglaonat dona pas, reculant una mica de la línia de façana, a un monumental finestral triforat que il·lumina l'interior del mercat. A la porta principal hi ha una còpia d'el Ninot, ja que l'original es troba al Museu Marítim de Barcelona.